# Marek Kalita
Marek Kalita est un acteur et scénographe polonais, né le 1er octobre 1958 à Bytom (Pologne).

## Filmographie

### Cinéma

#### Longs métrages
- 1994 : Śmierć jak kromka chleba de Kazimierz Kutz : le mineur
- 1997 : K. kontra Kafka de Longin Szmyd (animation)
- 1998 : Torowisko de Urszula Urbaniak : Zenek
- 1999 : Jak narkotyk de Barbara Sass : le maître de conférences au département de philosophie
- 2000 : Prymas – trzy lata z tysiąca de Teresy Kotlarczyk
- 2002 : Bez litości de Wojciech Wójcik : Jan Sulima
- 2008 : Boisko bezdomnych de Kasia Adamik : le ministre
- 2009 : All That Love (Wszystko, co kocham) de Jacek Borcuch : Sokołowski
- 2009 : Piggies (Świnki) de Robert Gliński : le prêtre
- 2009 : Ostatnia akcja de Michał Rogalski : Tomasz Zuber
- 2009 : Never Say Never (Nigdy nie mów nigdy) de Wojciech Pacyna : le gynécologue
- 2012 : Sęp d'Eugeniusz Korin : l'inspecteur Wiernikowski
- 2012 : Ostatnie piętro de Tadeusz Król : le commandant d'unité
- 2013 : Drogówka de Wojciech Smarzowski : Tłokiński
- 2013 : La vie est belle (Chce się żyć) de Maciej Pieprzyca : le père de Magdy
- 2014 : Kebab et Horoscope (Kebab I Horoskop) de Grzegorz Jaroszuk : l'amoureux de la mère du stagiaire
- 2015 : Czerwony pająk de Marcin Koszałka : le père de Karol
- 2016 : Zaćma de Ryszard Bugajski : Stefan Wyszyński
- 2016 : Szczęście świata de Michał Rosa : le chef
- 2016 : Konwój de Maciej Żak : le docteur de la prison
- 2017 : Twarz de Małgorzata Szumowska : l'exorciste
- 2017 : Jako w niebie, tak i w Komańczy de Maciej Wójcik : Stefan Wyszyński (documentaire)
- 2018 : Au mauvais endroit (Autsajder) d'Adam Sikora : l'officier
- 2019 : Marek Edelman... i była miłość w Getcie de Jolanta Dylewska et Andrzej Wajda : Volksdojcz de la 5ème catégorie (documentaire)
- 2021 : Lokatorka de Michał Otłowski : le commandant Zamorski
- 2021 : Other People (Inni ludzie) d'Aleksandra Terpińska : Maciej
- 2021 : Opération Hyacinthe (Hiacynt) de Piotr Domalewski : le colonel Edward Mrozowski, père de Robert
- 2021 : Dzień, w którym znalazłem w śmieciach dziewczynę de Michał Krzywicki : Jerzy Hertz, père de Szymon

Prochainement
- Jedyny gatunek w rodzaju czlowieka de Piotr Chrzan

#### Courts métrages
- 2016 : Totalna harmonia de Roman Jarosz : le médecin
- 2016 : Niekoniecznie o Jedrzeju d'Olga Kałagate : Jędrzej, le mari de Barbara

### Télévision

#### Téléfilms
- 1982 : Pajęczyna de Witold Starecki : le fugitif
- 1985 : Powrót po śmierć de Jerzy Fedak : le chef de la police
- 2010 : Krzysztof de Dariusz Twaróg : Paweł Sawicki

#### Séries télévisées
- 1984 : Raskolnikow : Raskolnikow
- 1988 : Rodzina Kanderów : Wojtek Kandera, fils de Zofia et Manek (11 épisodes)
- 1999 : Policjanci : Dodi (3 épisodes)
- 2000 : Złotopolscy : Marcin (2 épisodes)
- 2000 : Wielkie rzeczy : le prêtre (mini-série, 2 épisodes)
- 2000 : Twarze i maski : Zarada (5 épisodes)
- 2000 : 13 posterunek 2 : le connaisseur d'art
- 2002 : Sfora : Jan Sulima, chef de la police (saison 1, épisode 1)
- 2002 : Na dobre i na złe : Karol Pietrzak (épisode : Pomoc sąsiedzka)
- 2002-2010 : Samo życie : Olgierd Zięba (3 épisodes)
- 2003-2008 : M jak miłość : Dr Janusz Kotowicz (118 épisodes)
- 2003-2021 : Na wspólnej : Dr Ostrowski
- 2004 : Stacyjka : Albin Por (7 épisodes)
- 2004 : Pensjonat pod różą : Karol Łącki (2 épisodes)
- 2005 : Fala zbrodni : Marek
- 2006 : Kryminalni : Karol Bortel (2 épisodes)
- 2006-2007 : Pogoda na piątek : Tomasz Zamecznik
- 2007 : Ekipa : Dr Jan Guss (6 épisodes)
- 2008 : Agentki : Damian Małek
- 2010 : Ratownicy : Jacek Kacperski (5 épisodes)
- 2010 : Ojciec mateusz : Winiarski (épisode 45)
- 2010 : Hotel 52 : Janusz Wilk (saison 2, épisode 5)
- 2011 : Układ Warszawski : Zygmunt Hertz, bijoutier (saison 1, épisode 9)
- 2011 : Komisarz Alex : Lewandowski
- 2011-2013 : Galeria : Wiktor Kossowski
- 2013 : Rodzinka.pl : Sztaba (épisode 101)
- 2013 : Prawo agaty : Jan Kowalski (épisode 36)
- 2013 : Ojciec mateusz : Norbert Maryś (épisode 127)
- 2015 : Prokurator : Zdzisław Hoser, directeur d'hôtel (saison 1, épisode 4)
- 2015 : Nie rób scen : le maître (saison 1, épisode 13)
- 2016 : Komisja morderstw : Krzysztof Passowski
- 2017 : Wataha : Jerzy Kempa (6 épisodes)
- 2017-2019 : Ultraviolet : Henryk Bąk (21 épisodes)
- 2017 : Belle époque : Tadeusz Lipka (épisode 8)
- 2018-2019 : Młody Piłsudski : Józef Wincenty Piłsudski, père de Jozef (6 épisodes)
- 2019 : Odwróceni. Ojcowie i córki : le professeur Jarosław Miklas (3 épisodes)
- 2020 : Chyłka. Rewizja : le professeur Skibski (2 épisodes)
- 2021 : Szadź 2 : le commandant (3 épisodes)
- 2021 : Pajęczyna : Grzegorz Giedrowicz (4 épisodes)
- 2021 : Komisarz mama : Eryk Glinka (saison 1, épisode 12)

## Théâtre télévisé
- 1988 : Człowiek i Wąż de Janusz Miszczyk
- 1989 : Ostatni z jagiellonów de Laco Adamik : Przesławski
- 1989 : Dzieci Arbatu de Kazimierz Kutz : Djakow
- 1990 : Traugutt de Stanisław Zajączkowski : Józef Gałęzowski
- 1991 : Wyprawa profesora Tarantogi de Maciej Wojtyszko : Kalenusjanin II
- 1991 : Noc Walpurgi albo kroki komandora de Kazimierz Kutz : Chochulia
- 1991 : Hamlet IV d'Andrzej Wajda : Leartes, fils de Polonius
- 1992 : Ślub de Jerzy Jarocki : le chef de la police
- 1992 : Płatonow d'Andrzej Domalik : Osip
- 1995 : Sędziowie de Cezary Nowicki : le gendarme
- 1995 : Pajęczyna de Wojciech Nowak : Janas
- 1995 : Markiz von Keith de Krzysztof Babicki : Zariaki
- 1995 : Krystyna de Piotr Mikucki : Johan Holm
- 1995 : Koriolan de Mirosław Bork : un citoyen
- 1995 : Bettina de Teresa Kotlarczyk : le serviteur
- 1996 : Tu się urodziłem de Jan Maciejowski : Polak
- 1996 : Sprawa Stawrogina de Krzysztof Zaleski : le colonel de la police militaire
- 1996 : Rutherford i Syn de Mariusz Grzegorzek : Martin
- 1996 : Mishima d'Andrzej Wajda : le troisième client
- 1996 : Księżniczka Turandot de Rudolf Zioło : Barach, ancien tuteur de Kalaf
- 1996 : Katarzyna de Barbara Sass : Mentikow
- 1996 : Adamaszkowy bębenek d'Andrzej Wajda : Toyama
- 1997 : Diabelski patrol d'Urszula Urbaniak : Rokita
- 1998 : Z prochu powstałeś de Mariusz Grzegorzek : Devlin
- 2000 : Niektóre gatunki dziewic d'Agnieszka Glinska :  Alek
- 2000 : Bankructwo małego Dżeka d'Agnieszka Glińska : le propriétaire d'un magasin de vélos
- 2003 : Pasożyty de Marcin Wrona : le père
- 2005 : Pieniądze i przyjaciele d'Agnieszka Glińska : Stephen
- 2006 : Śmierć rotmistrza Pileckiego de Ryszard Bugajski : Jan Hryckowian
- 2006 : I. znaczy inna de Maria Zmarz-Koczanowicz : Robert
- 2007 : Krum de Krzysztof Warlikowski : Taktyk
- 2008 : O prawo głosu de Janusz Petelski : Stefan Korboński
- 2008 : Burza de Krzysztof Warlikowski : Sebastian
- 2009 : Przerwanie działań wojennych de Juliusz Machulski : Herbert Goltz
- 2013 : Matka brata mojego syna d'Juliusz Machulski : Zygmunt Laskus
- 2014 : Rewizor de Jerzy Stuhr : Ammos Fiedorowicz Lapkin-Tiapkin
- 2014 : Karski de Magdalena Łazarkiewicz : Leon Feiner
- 2014 : (A)pollonia de Krzysztof Warlikowski
- 2017 : Brat naszego boga de Paweł Woldan : le théologien
- 2018 : Generał d'Aleksandra Popławska et Marek Kalita : le generał